# Pepi Sánchez
Josefa Sánchez Díaz, conocida como, Pepi Sánchez (Sevilla, 4 de abril de 1929-Madrid, 5 de marzo de 2012) fue una pintora española afincada en Madrid desde 1958. Poseedora de un singular estilo muy imaginativo, de reminiscencias oníricas y con un marcado gusto barroquizante en sus composiciones de madurez, su obra fue independiente de modas y tendencias, representando una original aportación a la plástica española. La innovadora utilización de piedras sin manipular como soporte de la pintura, supuso su legado mas importante: la litopintura. En estas, sus personajes abandonan las extrañas arquitecturas que habitan en sus cuadros para adaptarse a los recovecos y formas, dando como resultado una sorprendente mezcla de pintura y escultura.

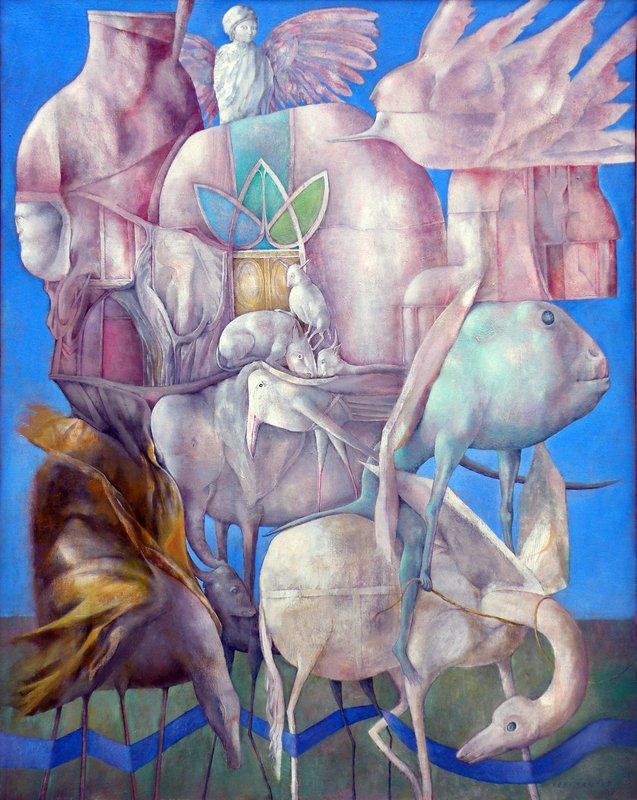
Óleo sobre lienzo 92x73 - 1991

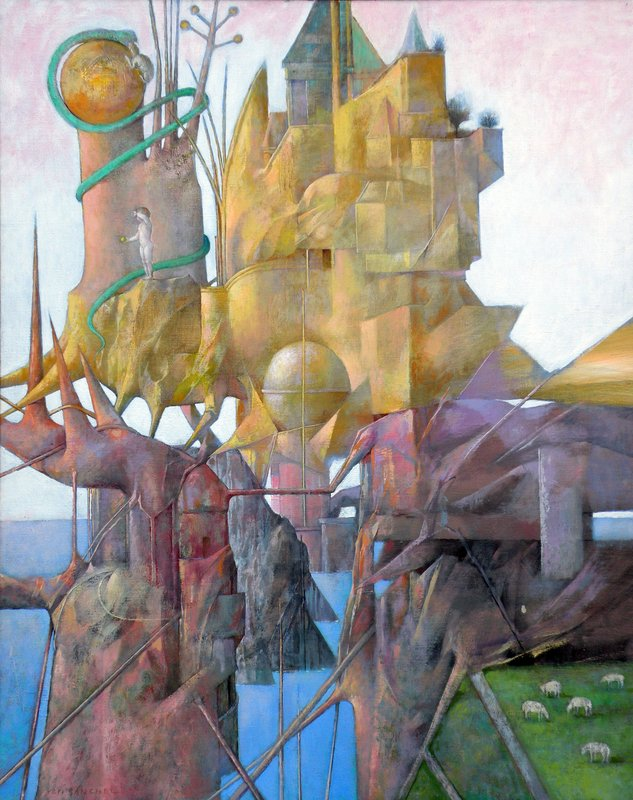
Óleo sobre lienzo 100x81 - 1994

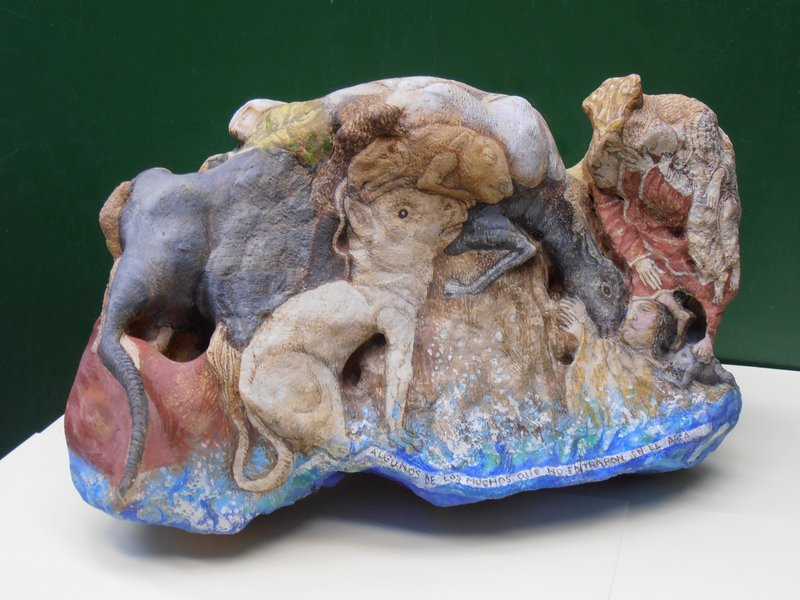
Algunos de los muchos que no entraron en el arca A - 29x19x17 - 2010

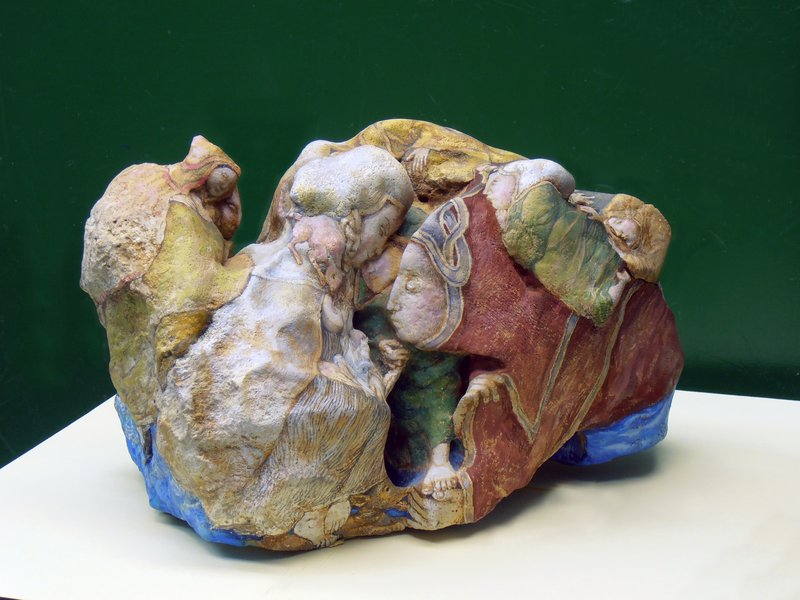
Algunos de los muchos que no entraron en el arca B - 29x19x17 - 2010

## Introducción
De vocación muy temprana, ingresa con tan solo 12 años de edad en la Real Academia de Bellas Artes Santa Isabel de Hungría de su ciudad natal, Sevilla. Allí, como evidenciarán sus calificaciones y premios, sus profesores quedan cautivados por las dotes de esa niña. Más tarde, estos mismos profesores se sentirán decepcionados cuando, acabada su formación, ella abandone el naturalismo de gusto oficial que dominaba con destreza, para comenzar un nuevo camino lleno de rupturas.
Frente al tradicionalismo dominante, ‹‹hizo eso que empezó a llamarse “Arte Moderno”, negándose a pactar con el pretérito oficioso›› como escribiría José María Moreno Galván en la presentación de su primera exposición individual en Madrid (1954). Desde aquella, nos han sido brindadas más de medio centenar de oportunidades donde contemplar su obra.
Poco a poco fue gestando su particular estilo, fácilmente reconocible a pesar de mantenerse en continua evolución. Con una marcada imaginación, fue llenando sus obras con personajes fantásticos y legendarios, con paisajes increíbles y oníricos, y como si de un manual para interpretación de sueños se tratara, nos empezó a obsequiar con títulos mitad enigmáticos, mitad clarificadores con los que nos invitaba a descifrar ese mundo tan mágico y personal.
En su repertorio iconográfico abundan ángeles, niños, brujos, animales fantásticos,  princesas, personajes legendarios, habitantes de paisajes y arquitecturas imposibles que tienden a transportarnos a ese dulce lugar común que hallamos en los recuerdos de la infancia y en los buenos sueños. Pero también encontramos a feministas reivindicativas, príncipes azules despreciados,  cariátides cansadas de serlo, estrellas que se apagan…  con unos mensajes que sin perder su dulce iconografía, tan característica, no por ello dejan de ser críticos y contundentes.

## Biografía
Josefa Sánchez Díaz, nació en Sevilla el 4 de abril de 1929. Su madre, Ana María Díaz, y su padre, José Sánchez, ya tenían otra hija, Lola, de tres años de edad.
Su padre muere de una peritonitis cuando Pepi apenas tiene dos años de edad. Ante esta situación, la joven viuda y sus hijas se mudan a la casa de su hermana Concha, veinte años mayor que ella y casada con un italiano, Ernesto de Micheli Rivaro, que trabajaba en el Consulado italiano de Sevilla, al que había conocido en Almadén de la Plata cuando él trabajaba en la administración de la mina.
Esta pareja sin hijos “adoptará” a las dos niñas como propias, involucrándose totalmente en su educación. El tío “Micheli” (como lo llamaban todas, pronunciándolo a la española) representará a la figura paterna mientras que las dos hermanas, Ana María, de carácter jovial y abierto, y Concha, más seria y formal, actuarán a dúo como madres.
De moral estricta y anticuada con relación a la educación, este italiano de las afueras de Milán era contrario a la idea de que las niñas asistieran a un colegio, prefiriendo proporcionarles una educación privada. Para ello contrató a una única profesora, que asistía a la casa todos los días. Este aislamiento y el poco contacto con otros niños, dejaron a Pepi con ganas de jugar y queriendo alargar la infancia que le había sabido a tan poco.
El tío Micheli desempeñó un papel fundamental en el desarrollo de la vocación pictórica de las dos hermanas. Gran amante y conocedor del arte de su país, les hizo apreciar, admirar y amar las grandes obras de la pintura italiana desde muy pequeñas. Y es así como ambas hermanas deciden que quieren ser pintoras. Con tan solo 9 y 12 años respectivamente, Pepi y Loli entran en el estudio de José María Labrador, pintor cordobés afincado en Sevilla. Y allí empiezan a pintar. Unos años más tarde, las dos hermanas ingresan en la Escuela Superior de Bellas Artes Santa Isabel de Hungría de Sevilla. Pepi solo tiene once años y necesita una dispensa especial del Ministerio de Educación Nacional de España. Pronto destaca y obtiene en todos los cursos el Premio del Estado.
Serán importantes para la gestación de su singular estilo los dos viajes que realiza por Italia en 1952 y 1955. El enfrentarse en directo a los frescos de Giotto, Mantegna, Paolo Ucello, Piero della Francesca y a todo el arte italiano, que había admirado tanto en las láminas de los libros, la marcarán para siempre.
Abierta a todo lo que significara renovación y modernidad, una vez acabada su formación, rompe con el academicismo oficial y pasa a integrarse activamente en el grupo de vanguardia “Joven Escuela Sevillana de Pintura y Escultura”.
Como podemos comprobar en su currículum vítae, las exposiciones de su obra pictórica, pero también de cerámicas y mosaicos, se suceden. En 1958 se casa con el escritor sevillano Manuel García Viñó y, en búsqueda de aires más modernos, trasladan su residencia a Madrid. En esta época, hasta que les entregan las llaves de su casa, serán acogidos por el poeta Rafael Montesinos y su mujer Marisa, con los que conviven unos meses.
Fue madre de cinco hijos: Mónica (1959), Patricia (1960), Manolo (1962), Pablo (1964) y Chema (1966).
El hecho de ser madre de familia numerosa y las complicaciones que ello le conlleva nunca le harán perder su vocación y su empeño, manteniendo siempre un trabajo constante.
Es evidente que la maternidad marca un antes y un después en su iconografía. A partir de 1959 su mundo se hace más personal y creativo. Aparecen príncipes, brujos y personajes legendarios habitando sus cuadros. Comenzará a sugerirnos historias con los poéticos títulos con los que completa sus trabajos. La ligereza en la ejecución nos cuenta de la falta de tiempo. Es durante estos años correspondientes a la primera infancia de sus hijos cuando lleva a cabo una prolífica labor de ilustradora. Será asidua colaboradora de La Estafeta Literaria, entre otras, y en 1966 ilustra la Historia y Antología de la Literatura Infantil Iberoamericana de Carmen Bravo Villasante para la Editorial Doncel.
En 1965, jugando con sus hijos, descubre a las piedras como nuevo soporte de sus fantásticos personajes. Primero serían cantos rodados procedentes de los lechos de los ríos. Más tarde, cuando sus composiciones se fueron barroquizando, piedras calizas de complicadas y tortuosas formas encontradas en la provincia de Guadalajara.
Su particular mundo imaginativo ha sido fuente de inspiración para muchos poetas, incluido su propio marido, que han escrito sobre ella y sobre su obra: Manuel Alcántara, Montserrat del Amo, Marcelo Arroita-Jáuregui, Alfonso Canales, Antonio Enrique, Francisco Garfias, Antonio Hernández, Luis Jiménez Martos, Antonio Leyva, Manuel Mantero, Joaquín Márquez, Rafael Montesinos, Rafael Morales, Federico Muelas, Digna Palou, Fernando Quiñones, José María Requena, Mariano Roldán y Lázaro Santana son algunos de ellos.
En 1984 firma un contrato de exclusividad con el político y coleccionista de arte Agustín Rodríguez Sahagún que, a la muerte de este, continuará con sus herederos hasta el año 2002.
Trabajadora constante e incansable, pintó hasta pocos días antes de su muerte, el 5 de marzo de 2012 en Madrid.

## Críticas y estudios
A finales de los años 50 la pintora comienza a dar expresión a sus propias vivencias y su visión del mundo, atenta a la lección de la modernidad, tanto en lo referido a la autonomía de las formas y el discurso, como a la asimilación intuitiva y personal de la tradición, principalmente renacentista. (...) Rara vez parte de algún boceto previo; por lo general, el arranque es totalmente intuitivo e inmediato y en él, la urgencia por acabar con la blancura del lienzo, por trabar relaciones y provocar la sensación visual de la confrontación entre el color y sus límites, da pie a la aparición de las formas. Manchas iniciales que tapan el blanco de la preparación del soporte con el color diluido, extendido, frotado y tamponado para crear una base, un campo informe de campos evocadores que van dando lugar al aprovechamiento de pequeños hallazgos, perfiles, recovecos y volúmenes que se van delimitando y construyendo con el pincel. En ellos se insertan las figuras, envueltas en ese mundo de formas que habitan y aspiran a dar sentido, un sentido que se completa con esos espléndidos títulos que siempre han remitido a vivencias cercanas de la pintora y a su lucha cotidiana como mujer. 

Eduardo Gálvez Bellido Un mundo de formas Cat. Exposición en el Coliseo de la Cultura, Villaviciosa de Odón, Madrid, 2000

Hemos mencionado también la sinceridad femenil de esta pintura. Pero cuando paramos mientes en la compleja estructura compositiva de sus cuadros –sin embargo clarividentes y diáfanos-  muchos de los mejores arrestos de las invenciones más viriles nos parecen desmerecer y empalidecer a su lado en consistencia.  Sólo una mente organizada y una mano diestrísima pueden ofrecer el organicismo arquitectónico, la sinfonía de vibrantes estremecimientos, que dan ánimo y aliento a la obra activa y emocional de esta artista.

Antonio Zoido De la Asociación Internacional de Críticos de Arte
Pepi Sánchez y la singularidad de su obra [Cat. exp. Galería Alfama] Madrid: Galería Alfama, 1992.

Fácilmente se advierte cómo en las lizopinturas el orden geométrico es mucho menos decisiva que el orden sensible. Por ello estas piedras son menos ordenadas que sensibilizadas. O, lo que es lo mismo, su composición obedece más que a leyes geométricas, a la exageración compensada de elementos expresivos enfatizados.  De manera que, sobre el hallazo material que significan las piedras, tienen esta otra cualidad de un hallazgo compositivo tan singular como paradigmático.

José Marín Medina, Asociación Española de Críticos de Arte.
Piedras con pinturas, una meditación [Cat. exp. Sala Caja S. Fernando] Sevilla, 1985

Cada uno de estos cuadros es una instantánea, un flash. El tiempo parece detenido, petrificado: es tierra firme donde pisar, pero ahí está la fluidez del espacio, con su capacidad de crecimiento, multiplicándose en pliegues y más pliegues, abriéndose en los que parecen cavernas, huecos íntimos. Se trata de un sueño. El sueño de un niño Un cuento que se relata él mismo. No es, desde, luego, placentero. Pero no, no: es un cuento imaginado por un adulto para otros adultos, tomando como pretexto a los niños. Y da miedo. Como los de Lewis Carroll. Nos está diciendo cosas que no acabamos de entender, porque el verdadero discurso corre subterráneo, y está en clave. ¿Por qué nos inquietan las pinturas de Pepi Sánchez? ¿De dónde procede esa angustia? Esas formas crecen desordenadamente, sin estructura: como un cáncer. Suponen una amenaza. Y, luego, ese no saber dónde acaban los pliegues, los pliegues de la carne y los de las vestiduras, y la carne rosada y fría de la piedra.  (…)  Pero el mundo de Pepi Sánchez es arte vivo, pleno, auténtico. Lo pueden comprobar quedándose inermes ante sus pinturas.

José Corredor Matheos
Pepi Sánchez . [Cat. exp. Galería Layetana] Barcelona: Galería Layetana, 1978.

Pepi Sánchez se ha forjado un esquema propio que a todos nos es común, pero que sólo a ella pertenece. He aquí su primer síntoma de potencialidad creativa. No se conforma con seguir sendas holladas, sino que aspira a comunicar precisamente con el código simbólico de su peculiar ser y estar ante las cosas. Su personalidad indiscutible e indiscutida nadie la niega, a ella sola responde ese arbitrario talante de disponer los objetos en la composición sin atender a ley, principio o regla alguna.

Antonio Martínez Cerezo
Pepi Sánchez en el país de los mil y un sueños. [Cat. exp. Galería Sur de Santander] Santander: Galería Sur, 1974.

La pintura de Pepi Sánchez, impregnada de espiritualidad y poesía, destaca en el panorama artístico contemporáneo no sólo por su extraordinaria originalidad y por sus valores pictóricos intrínsecos, sino por su expresividad impulsora de un espíritu antinihilista y anticaótico, insustituible manifiesto plástico de afirmación y esperanza para el hombre.

Rosa Martínez de Lahidalga
Pepi Sánchez. Madrid: La Estafeta Literaria. 1-5-1974. n.º 539.

En Pepi no hay automatismo psíquico puro, luego le falta algo harto esencial para hallarse en el surrealismo ortodoxo.  En Pepi hay revelación –y enmascaramiento- de su psique profunda.  Pero en Pepi hay sublimación y no confesión, depuración y no cloaca, conciencia vigilante, reflexiva, irónica y no solo subconsciencia irracional. El equívoco manierista en la compatibilidad efusiva lograda al fusionar una dignísima seriedad de concepción con un ludismo chispeante; en un juego alado en el que se piensa que no ha habido fatiga, a pesar de la mucha inteligencia derrochada.

Joaquín de la Puente, subdirector del Museo Español de Arte Contemporáneo.
Pepi Sánchez: Un arte lúdico y mágico, Madrid: Revista Bellas Artes 70,  1973, nº 20.

Pepi Sánchez hace una pintura suya y de hoy, huyendo del informalismo que a tantos ha esterilizado. Ella sabe contraponer lo actual y lo de moda. Y ayuda a crear una nueva imagen del arte, rescatando la figuración, como empieza a ser frecuente en los más jóvenes. Y, sobre todo y aparte de estas consideraciones de índole histórica, nos ofrece una obra llena de belleza y llena de verdad.

José Hierro
Pepi Sánchez. Madrid: Tauta nº 5, 1-2-1973

La pintura de Pepi Sánchez, como todo arte verdaderamente grande, es también deudora de Platón. Todo ese universo suyo, aparentemente inventado, no es sino el recuerdo de un antiguo sueño colectivo, como diría Jung, basado en la lectura de un libro brotado a su vez de una antigua realidad. Pepi Sánchez es la pintora oficial de la corte del rey Atlas, primer monarca, según Critias, de la Atlántida. Quizá ella se ha olvidado de esto, pero no su subconsciente, en el que están registrados recuerdos de hace diez o quince milenios, es decir, del tiempo en que, observando a los niños,  a los reyes, a los brujos, las piedras monumentales o las piedras vulgares, Pepi Sánchez se decidió a pintar quince mil años más tarde. Así se explica, creo yo, este universo que parece al mismo tiempo fantástico y real, y que nos conmueve con dos dimensiones a la vez , ya que las obras subsisten y sobreviven en nosotros mismos. Esta pintura, bien mirada, es la vida unida al sueño, es decir, una realidad humana completa, acabada, luz y sombra en una sola pincelada. Si nadie hasta ahora se ha atrevido a exteriorizarla, es porque nadie, como Pepi Sánchez, tiene quince mil años detrás de su paleta y otros tantos, muy probablemente, por delante.

Vintila Horia
Testimonio sobre la Atlántida. Madrid: Semana, 22-2-1969.

He aquí una pintura de sensibilísima dicción y enduendada temática. Pepi Sánchez modela sus figuraciones hasta corporeizarlas sobre los mágicos fondos de sus cuadros y resulta que cuando acuden a su cita, los elementos más extraños entre sí quedan deliciosamente unificados. Dibujo lleno de gracia, color delicado, cándida y organizadora fantasía. Un mundo propio, formulado según personalísimas maneras. Un concepto asumido tan naturalmente, que acaba siendo absolutamente original.

Antonio M. Campoy
Pepi Sánchez. Madrid: ABC, 1-12-1965.

Yo subrayo el talento, la originalidad de alguien que, en cualquier parte, sería adulada y exaltada como se merece. Aquí, claro, bastante menos de lo que se merece.

Ramón Faraldo
Pepi Sánchez, Madrid: Ya, 27-11-1965.

Pepi fue la primera que, en Sevilla, empezó a pintar sin modelos; la primera que rompió el divorcio entre figura y fondo del arte tradicional, sin preocuparse de la perspectiva; la primera que empezó a considerar un cuadro como pura manifestación de arte y no como una reproducción fiel de la realidad, la que dejó de perseguir las calidades propias de cada una de las materias –madera, cristal, tela, etc—para buscar única y exclusivamente la belleza pura y simple de la línea, el volumen y el color, todo ello dispuesto “en un cierto orden”, según la fórmula de Maurice Denis.

María Laffitte, Condesa de Campo Alange
La poética ingenuidad de Pepi Sánchez, monografía publicada por el Ateneo de Madrid con motivo de la exposición de 1958

## Museos y Colecciones Públicas
- Museo Nacional Centro de Arte Reina Sofía.
- Museo de Arte Contemporáneo de Toledo.
- Museo de Arte Contemporáneo de Sevilla.
- Museo de Arte Contemporáneo de Villafamés. Castellón.
- Museo Etnográfico de Povoa de Varzim, Oporto, Portugal.
- Museo Nacional de Artes Decorativas. Madrid.
- Museo Internacional de Arte Contemporáneo de Guinea Ecuatorial.
- Escuela de Estudios Hispanoamericanos.
- Instituto Nacional de Educación Física, Madrid.
- Ateneo de Madrid.
- Ministerio de Educación y Ciencia, Madrid.
- Caja de Ahorros de Córdoba.
- Escuela Superior de Santa Isabel de Hungría de Sevilla.
- Caja de Ahorros de San Fernando de Sevilla.
- Centro Cultural Español de El Cairo.
- Museo Provincial de Badajoz.
- Museo Municipal de Huete, Cuenca.